# Йохан Георг (Олау-Волау)
Йохан Георг фон Олау-Волау  (на чешки: Jan Jiří Volovský; на полски: Jan Jerzy oławski;на немски: Johann Georg von Brieg; Johann Georg von Wohlau; Johann Georg von Wohlau; Johann Georg von Ohlau und Wohlau; * 17 юни 1552, Волов; † 6 юли 1592, Олава) от силезийските Пясти, е херцог на Волов (1586 – 1592) и на Олава заедно с брат си (1586 – 1592).

## Живот
Той е вторият син на херцог Георг II Черния (1523 – 1586) и съпругата му Барбара фон Бранденбург (1527 – 1595), дъщеря на курфюрст Йоахим II от Бранденбург (1505 – 1571).
Йохан Георг се жени на 16 септември 1582 г. в Бриг за Анна фон Вюртемберг (* 12 юни 1561, Щутгарт; † 7 юли 1616, Хайнау), дъщеря на херцог Кристоф фон Вюртемберг (1515 – 1568) и Анна Мария фон Бранденбург (1526 – 1589).
След смъртта на баща му през 1586 г. Йохан Георг наследява херцогството Волов/Волау и заедно с по-големия му брат Йоахим Фридрих фон Бриг (1550 – 1602) херцогството Олава/Олау. Двамата резидират първо в Олава, понеже брат му Йоахим Фридрих, който наследява херцогството Бжег/Бриг, но градът Бжег/Бриг, получава майка им като вдовица.
Йохан Георг умира 1592 г. без наследници. Брат му Йоахим Фридрих наследява от него херцогството Волов, което свързва със своето Херцогство Бриг. Анна фон Вюртемберг получава като вдовица на Йохан Георг град Олава, който загубва след женитбата ѝ втори път на 24 октомври 1594 г. за херцог Фридрих IV от Лигница (1552 – 1596) (род Пясти). Така цялото наследство на баща му Георг отива на брат му Йоахим Фридрих.

## Деца
Йохан Георг и Анна фон Вюртемберг имат две деца, които умират като бебета:
- Георг Кристоф/Jerzy Krzysztof (* 4 май 1583; † 1584)
- Барбара (*1584/85; † 1586)